# Сакагути, Анго
Анго Сакагути (яп. 坂口安吾 Сакагути Анго, 20 октября 1906 года — 17 февраля 1955 года) — японский прозаик, критик, эссеист. Настоящее имя — Хэйго Сакагути (яп. 坂口炳五 Сакагути Хэйго). Среди его работ не только дзюнбунгаку, но и исторические романы и детективы, а также эссе на широкий спектр тем, от литературы и обычаев до древней истории. Составлял обзоры чемпионатов по играм го и сёги, занимался переводом французской литературы. До Второй мировой войны в литературных кругах был известен по сатире «Доктор Ветер» (яп. 風博士 Кадзэ хакасэ), а благодаря «Упадку» (яп. 堕落論 Даракурон) и «Идиотке» (яп. 白痴 хакути), выпущенным вскоре после войны, стал любимцем читающей публики.
Наряду с писателями Осаму Дадзаем, Сакуноскэ Одой и Дзюном Исикавой был основателем декадентской школы Бурайха, набравшей популярность в послевоенный период с 1946 по 1950 годы. Название «Бурайха» образовано из слов «бурай» (яп. 無頼, буквально «бесцеремонный») и «ха» (яп. 派, буквально — «группа», «школа»). Термин «бурай» в данном контексте относится к нарушению социальных норм, беззастенчивости. Он отражает тенденцию писателей описывать персонажей, открыто пренебрегающих социальными нормами. Несмотря на то, что название также включает в себя термин «ха» (школа), её состав никогда не был чётко определён. Писатели Декадентской школы разделяли веру в то, что поражение в войне означает новое начало для японского народа. Существует мнение о том, что участники вели в прямом смысле этого слова «декадентский» образ жизни, который они отображали в своих произведениях.
С 21 по 31 Премии Рюноскэ Акутагавы, присуждаемой новым авторам, Анго состоял в отборочной комиссии и рекомендовал таких писателей, как Сэйтё Мацумото, Рёити Цудзи и Коскэ Гоми. Среди исторических романов писателя широко известен «Человек второго сорта» (яп. 二流の人 нирю:-но хито), главным героем которого является Курода Ёситака, среди детективов — «Дело о несерийном убийстве» (яп. 不連続殺人事件 фурэндзоку сацудзин дзикэн). Многие работы Сакагути Анго остались недописанными и неопубликованными, из-за чего его, возможно, нельзя назвать искусным новеллистом. Однако загадочное очарование, которым наполнено творчество автора, даёт основания считать его уникальным писателем с буйным нравом и невесомым, подобно дуновению ветра, стилем письма.
Литературная деятельность Анго  Сакагути стала частью социальных преобразований в пред- и послевоенной Японии.

## Биография
Сакагути Анго родился в 1906 году в городе Ниигата, префектура Ниигата. Он был двенадцатым из тринадцати детей в семье депутата Нижней палаты Парламента Дзинъитиро и матери Аса.
Сакагути — семья, происходившая из древнего рода Сакагути Сэндоку из Годокоро, была настолько богата, что о ней говорили: «Если собрать все богатства семьи вместе, то они достигнут вершины горы Годзу. Богатство семьи Сакагути не иссякнет, даже если иссякнут воды реки Агано». Отец Анго, Дзинъитиро, помимо занятий политической деятельностью, также был автором традиционных китайских стихов канси под руководством учителя Мори Сюнто:, был близким другом Итисима Кэнкити (псевдоним — Харуки) и Аидзу Яити. Среди его произведений можно выделить сборники «Сакагути Гохо» (яп. 阪口五峰 Сакагути Гохо:), «Нанамацу Сандзин» (яп. 七松山人) и «История Хокуэцу» (яп. 北越詩話 Хокуэцу сива) в 1918—1919 годах. (журнал «Фунаэ» (яп. 舟江雑誌 Фунаэ дзасси). Он также был председателем совета директоров акционерного общества Рисовой биржи в Ниигата и президентом газеты «Ниигата Симбун», в настоящее время компания «Ниигата Ниппо». В рамках своей политической деятельности, Сакагути Дзинъитиро работал в Палате представителей над защитой конституционного правительства при Сигэнобу Окума и был политическим другом Вакацуки Рэидзиро, Като Такааки, Цуёси Инукаи и Юкио Одзаки (псевдоним — Гакудо: (яп. 咢堂)). Однако, вкладывая средства в политическую деятельность, Дзинъитиро поставил под угрозу финансовое состояние семьи, что совпало с рождением Анго. Сам Сакагути Анго, описывая своего отца, говорил о нём как о «третьесортном политике».
Семья матери Анго происходила из рода крупных землевладельцев Ёсида. Аса была второй женой Дзинъитиро и всеми силами пыталась поддержать пошатнувшееся финансовое положение семьи. Когда Анго пошёл в детский сад, у него родилась сестра. Мать стала отдавать ей всё свое внимание и любовь, из-за чего мальчик впервые ощутил одиночество. Во времена младшей школы почти каждый день его ругали за то, что он допоздна играл на улице. Одиночество породило ненависть к матери, и он отдалился от неё.
В средней школе у Анго ухудшилось зрение, но из-за финансовых трудностей ему долгое время не покупали очки. В связи с этим его успеваемость снизилась, и, боясь, что окружающие узнают причину, он начал прогуливать уроки. Он был непослушным учеником, и однажды в порыве гнева учитель сказал ему: «Из-за твоей тёмной сущности тебя следовало бы назвать Анго (яп. 暗, ан — «тёмный»)». Не справившись с экзаменами, мальчик перевёлся в другую школу. С этой поры он погрузился в религию и литературу, а также начал сочинять танка.
После смерти отца он активно занимался сумо, прыжками в высоту и бейсболом. По окончании средней школы Анго осознал, что хочет жить в горах, и, чтобы расплатиться с долгами отца, стал работать учителем на замену. Снимая жильё на территории младшей школы, он начал жить «подобно плывущему облаку». В этот период он писал танка под псевдонимом «Анго», означающим «спокойная жизнь» (яп. 安居 анкё).
Дни писателя проходили насыщенно, но в поиске духовной истины он решил бросить преподавание и в 1926 году поступил на Кафедру индийской философии и этики Университета Тойо. Снимая жилье вместе с братом, Анго спал по четыре часа в сутки и усердно учился в надежде достичь просветления.
В 1927 году Анго сбила машина, после чего у него начали проявляться симптомы депрессии. Известие о самоубийстве Рюноскэ Акутагава ещё больше усугубило состояние писателя. В попытке заглушить такие симптомы, как бред, он вновь с головой погрузился в учёбу и завязал дружбу с Хисияма Сюдзо и Киёси Эгути. Следом за разочарованием в индийской философии с новой силой разгорелась его детская страсть к литературе. Они с друзьями стали устраивать литературные встречи.
Окончив университет в 1930 году, в поисках своего места на писательском поприще Анго расширил интересы до кабуки, ёсэ и музыки. Летом Анго совместно с единомышленниками из школы французского языка «Атэнэ Фурансэ», начал подготовку к выпуску журнала «Котоба» (яп. 言葉 котоба). Он был ориентирован на иностранную литературу и вышел в печать в ноябре.
Влюбленность в писательницу Яда Цусэко заметно изменила литературный стиль Анго. В 1933 году по приглашению Яда писатель присоединился к работе над журналом «Сакура» (яп. 櫻 сакура). Этот проект объединил вокруг себя таких авторов, как Иноуэ Томоитиро, Тамура Тайдзиро, Хисияма Сюдзо, Кавата Сэйити, Китахара Такэо, Масуги Сидзуэ, Яда Цусэко. Манифестом его была «Современная литература». С третьего выпуска издание «Сакуры» столкнулось с трудностями, которые заставили Анго с Яда покинуть команду. В тот же период в печать вышел другой журнал «Эра» (яп. 紀元 кигэн). Помимо встречи с Цусэко на изменение комедийного характера работ Анго повлияла смерть двух его близких друзей в 1934 году, Нагасима и Кавата Сэйити.
Сожительство с госпожой Ясу, с которой писатель познакомился в баре «Богемия» в Камата, положило начало бурному периоду его жизни. Но уже на следующий год любовники расстались. В 1936 году в первом выпуске «Бунгакукай» (яп. 文学会 бунгакукай) началась публикация романа-эпопеи «Волчий сад» (яп. 狼園 Ооками-эн), однако прервалась уже в третьем выпуске. Причиной тому стали возобновление отношений с Яда Цусэко и самоубийство Макино Синъити.
Терзаемый экзистенциальными переживаниями, Анго отправил прощальное письмо Цусэко и принял решение начать жизнь с чистого листа. В поисках уединения он поехал в Киото, где приступил к написанию романа «Сказание о метели» (яп. 吹雪物語 Фубуки моногатари). Убеждённый в том, что ему не удалось реализовать задумку так, как планировалось, Анго был разочарован в своих писательских способностях, но всё же завершил роман. Однако в июне его племянница Ёсихиса покончила с собой. Напуганный смертью, которая ходила за ним по пятам, он один за другим писал рассказы «Хансан» (яп. 閑山 Хансан), «Императорский советник Мурасаки» (яп. 紫大納言 Мурасаки дайнагон) и др. Когда писатель переехал из Ибараки в Одавара, его вернуло к жизни прочтение «Записок Мальте Лауридса Бригге» Рильке и «Истории раннего японского христианства» Леона Пажеса, вдохновившей его на написание романа «Рискуя жизнью» (яп. イノチガケ Инотигакэ) о раннем христианстве. Преодолев экзистенциальный кризис, Анго опубликовал ряд работ, в которые входил «Фудзинроку» (яп. 風人録 Фу:дзинроку).
В декабре 1941 года Анго составил план исторического романа «Симабарское восстание» (яп. 島原の乱 Симабара-но ран). В военное время он активно читал историческую литературу. В 1942 году в «Современной литературе» был опубликован «Мой взгляд на японскую культуру» (яп. 日本文化私観 Нихон бунка сикан) авторства Анго Сакагути, а изданный в 1946 году «Синтёся» «Упадок» (яп. 堕落論 Даракурон) вызвал большой отклик у общественности. Вскоре вышедшие «Идиотка» (яп. 白痴 хакути) и «Шинель и голубое небо» (яп. 外套と青空 гайто: то аодзора) сделали его одним из пионеров новой послевоенной японской литературы.
Посвящая писательству жизнь, Анго злоупотреблял метамфетамином и мог работать четверо суток без сна. В сентябре 1947 года он женился на Митиё Кадзи. Когда здоровье дало трещину, писатель пристрастился к стимуляторам, пытаясь притупить тревожные симптомы. В декабре 1948 года он поехал в Киото, который сделал местом действия своего романа, но там окончательно занемог. Больше не в состоянии писать, 7 января следующего года Анго вернулся в Токио и вскоре был госпитализирован из-за усилившихся зрительных и слуховых галлюцинаций.
Спустя два месяца Анго выписался по собственному желанию и вновь стал зарабатывать на жизнь, но его не переставала мучить бессонница. В 1950 году начала публиковаться серия его репортажей «Толки Анго» (яп. 安吾巷談 Анго ко: дан). Получив за неё Читательскую премию «Бунгэй Сюндзю», писатель выпустил «Мой взгляд на жизнь» (яп. わが人生観 вага дзинсэйкан) и рассказы «Родной город» (яп. 街はふるさと Мати ва фурусато) и «Новая география Японии Анго» (яп. 安吾新日本地理 Анго синнихонтири) для газеты.
В 1951 году за неуплату налогов было описано его личное имущество и книжная коллекция. Анго пытался обжаловать изъятие последней, но вскоре арест наложили и на его авторские гонорары. Этот инцидент писатель зафиксировал в «Идти до победного» (яп. 負ケラレマセン勝ツマデハ макэрарэмасэн кацумадэва).
Переехав в Кирю в 1952 году и зажив там спокойной жизнью, Анго анонимно публиковал серию рассказов «Нобунага» (яп. 信長 Нобунага) в газете «Новая Осака». Однако в 1953 году из-за приёма препаратов его нервное состояние вновь ухудшилось. В августе, после рождения первого сына, приступы стихли и писатель отправился на Кюсю с целью сбора материала для «Нового описания обычаев земли Анго» (яп. 安吾新日本風土記 Анго синнихон фудоки).
В январе 1955 года была опубликована «Предсмертная записка сумасшедшего» (яп. 狂人遺書 кё:дзин исё). Ранним утром 17 февраля, когда писатель собирал материал о Хокурику и Коти, его внезапно схватила судорога и он скончался в собственном доме от кровоизлияния в мозг.

## Литературное творчество
После выпуска из Университета Тойо в ноябре 1930 года Анго начинает свою карьеру писателя, о которой мечтал с раннего возраста, в издании литературного журнала «Котоба». Основной целью журнала был перевод и знакомство его читателей с французской литературой. В январе 1931 года во втором номере журнала была опубликована первая работа Сакагути Анго «Из промозглой осенней Сакагура» (яп. 木枯の酒倉から Когараси-но сакагура кара). Эта «странная» история стала отражением неопределённости в его сознании относительно литературы и жизни в целом, которая сподвигла его посвятить себя литературному творчеству, как единственному способу выражения своих истинных чувств.
В июне 1931 года Анго публикует короткую историю «Доктор Ветер» (яп. 風博士 Кадзэ хакасэ) в журнале «Синяя лошадь» (яп. 青い馬 Аои ума). Сюжет произведения не «реалистичен», а стиль полон игры слов. В этом экспериментальном рассказе автор раскрывает вымышленность и неопределённость языка в юмористической манере. После публикации «Доктор Ветер» литературный стиль Сакагути Анго приобретает более серьёзный и реалистичный характер. Данная работа была высоко оценена критиком и писателем Макино Синъити, который впоследствии стал одним из его первых сторонников. Благодаря помощи и рекомендациям со стороны Макино, социальный круг Анго сильно расширился.
В ранний период своего творчества Анго также был сильно увлечён работами известного американского писателя Эдгара Аллана По, в особенности это повлияло на его короткие рассказы. Были опубликованы две работы, подражающие стилю По: «Человек толпы» (яп. 群集の人 Гунсю:-но хито) в 1932 году и «История об украденном письме» (яп. 盗まれた手紙の話 Нусумарэта тэгами-но ханаси) в 1939 году. В процессе изучения и подражания литературной стилистике Эдгара По Сакагути Анго приобрёл навыки построения связей между реальностью и воображением.
В августе 1941 года выходит одно из самых важных эссе автора — «Происхождение литературы» (яп. 文学のふるさと Бунгаку но фурусато), в котором он излагает своё понимание истоков литературы. Термин «фурусато», буквально «место рождения», «родное место», играет одну из ключевых ролей в творчестве Анго. В том числе под влиянием военных событий в рамках концептуализации литературы Сакагути Анго возникла необходимость в реконструкции понятия «фурусато» как потребность снова открыть саму природу человеческой жизни. В большинстве случаев «фурусато» рассматривается как убежище, в котором можно укрыться от хаоса и неопределённости. Однако в работах Анго термин приобретает противоположный смысл. Для него литература представляет собой некую «целостность», которая охватывает и заключает в себе весь человеческий опыт, а также отражает само происхождение человека. Таким образом, происхождение литературы — «фурусато» человечества, а её функции — это раскрытие конфликтов и бунтарства. Однако Анго подчёркивает, что литература поднимает определённые вопросы и раскрывает проблемы, не предоставляя при этом ответов и решений. Литература должна отображать «реальность» через изображение суровости и непредсказуемости природы человеческой жизни. Данная точка зрения находит своё отражение в эссе «Происхождение литературы», представляющем набор иногда шокирующих произведений, застающих читателей врасплох.
Известность писателю принесла публикация одного из его самых значимых эссе — «Рассуждения о декадансе» (яп. 堕落論 Даракурон) в апреле 1946 года. В данной работе Анго опровергает искусственные социальные нормы, говорит об абсурдности жизненной основы, призывает людей быть самими собой и искать путь к сознательной жизни. Он пытался построить новую систему ценностей, разрушая преобладающие ценности того времени. Люди не должны бояться «испортить» себя, ведь это необходимо для возвращения к истинным стремлениям человеческой природы. Концепция «Упадка», оказавшая большое влияние на послевоенное японское общество, соответствует произведению 1942 года «Личный взгляд на культуру Японии» (яп. 日本文化私観 Нихон бунка сикан), в котором Анго выступил против классического представления о «японской традиции». Несмотря на то, что оба эссе имеют много общего в риторике и переданных идеях, в обществе они были восприняты по-разному. Произведение «Личный взгляд на культуру Японии» было принято репрессированными цензорами военного времени, в то время как «Упадок» был принят читателями, появившимися после войны — вдохновлёнными интеллектуальной и индивидуальной свободами.
Наиболее известный короткий рассказ «Идиотка» (яп. 白痴 Хакути) был опубликован спустя всего два месяца после «Упадка» в июне 1946 года. В данной истории, представляющей собой определённое воплощение «Упадка», делается акцент на человеческой природе, демонстрируется важность как духовного, так и физического спасения людей в военное время.

## Список публикаций
| №  | Год публикации                                  | Название                                        | Оригинальное название                                     | Издательство                                                                        | Примечания |
| -- | ----------------------------------------------- | ----------------------------------------------- | --------------------------------------------------------- | ----------------------------------------------------------------------------------- | --- |
| 1  | 06.1935                                         | Деревня Куротани                                | 黒谷村 Куротани мура                                      | Такэмура (яп. 竹村書房 Такэмура сёбо:)                                              | В сборник вошли: - «Из промозглой осенней Сакагура» (яп. 木枯しの酒倉から Когараси-но сакагура кара) - «Гимн родному городу» (яп. ふるさとに寄する讃歌 Фурусато ни ёсуру санка) - «Доктор Ветер» (яп. 風博士 Кадзэ хакасэ) - «Дом в бамбуковых зарослях» (яп. 竹薮の家 Такэябу-но иэ) - «Цикада» (яп. 蝉 Сэми) |
| 2  | 07.1938                                         | Сказание о снежной буре                         | 吹雪物語 Фубуки моногатари                                | Такэмура (яп. 竹村書房 Такэмура сёбо:)                                              | Издание было пересмотрено в июле 1947 года. |
| 3  | 04.1941                                         | Рассказы на ночь                                | 炉辺夜話集 Рохэн явасю:                                   | «Style» (яп. スタイル社 Сутаируся)                                                  | В сборник вошли: - «Хансан» (яп. 閑山 Хансан) - «Императорский советник Мурасаки» (яп. 紫大納言 Мурасаки даинагон) - «Учебные заметки» (яп. 勉強記 Бэнкё:ки) - «История об украденном письме» (яп. 盗まれた手紙の話 Нусумарэта тэгами-но ханаси) - «Рискуя жизнью» (яп. イノチガケ Инотигакэ) |
| 4  | 10.1943                                         | Жемчужины                                       | 真珠 Синдзю                                               | Таикан (яп. 大観堂 Таикандо:)                                                       | В сборник вошли: - «Мать» (яп. 母 Хаха) - «Древний город» (яп. 古都 Кото) - «Уединённая беседа» (яп. 孤独閑談 Кодоку кандан) - «Дух деревьев, дух ветра» (яп. 木々の精、風の精 Киги-но сэй, кадзэ-но сэй) - «Фудзинроку» (яп. 風人録 Фудзинроку) - «Намико» (яп. 波子 Намико) - «Жемчужины» (яп. 真珠 Синдзю) |
| 5  | 12.1943                                         | Личный взгляд на культуру Японии                | 日本文化私観 Нихон бунка сикан                            | «Бунтаи» (яп. 文体社 Бунтаися)                                                      | Содержит 6 эссе, включая «Теорию юности» (яп. 青春論 Сэйсюнрон) |
| 6  | 02.1947                                         | Человек второго сорта                           | 二流の人 Нирю:-но хито                                    | Кюсю (яп. 九州書房 Кю:сю: сёбо:)                                                    | |
| 7  | 04.1947                                         | Сердце, которое хочет сбежать                   | 逃げたい心 Нигэтаи кокоро                                 | Гиндза (яп. 銀座出版社 Гиндза сюппонся)                                             | В сборник вошли: - «Туман моря» (яп. 海の霧 Уми-но кири) - «Цикада» (яп. 蝉 Сэми) - «Маленькая комната» (яп. 小さな部屋 Тиисана хэя) - «Предгорье» (яп. 麓 Фумото) - «Прелюбодеяние» (яп. 姦淫に寄す Канъин ни ёсу) - «Поездка на гору развратников» (яп. 淫者山へ乗りこむ Индзяяма э норикому) - «Сердце, которое хочет сбежать» (яп. 逃げたい心 Нигэтаи кокоро) - «Монах дзэн» (яп. 禅僧 Дзэнсо:) - «Лицо в тени бамбука» (яп. 篠笹の陰の顔 Синодзаса-но кагэ-но као) |
| 8  | 05.1947                                         | Идиотка                                         | 白痴 Хакути                                               | Тю:о:ко:рон (яп. 中央公論社 Тю:о:ко:рон ся)                                         | В сборник вошли: - «Доктор Ветер» (яп. 風博士 Кадзэ хакасэ) - «Уединённая беседа» (яп. 孤独閑談 Кодоку кандан) - «Шинель и голубое небо» (яп. 外套と青空 Гаито: то аодзора) - «Хансан» (яп. 閑山 Хансан) - «Императорский советник Мурасаки» (яп. 紫大納言 Мурасаки даинагон) - «Учебные заметки» (яп. 勉強記 Бэнкё:ки) - «История об украденном письме» (яп. 盗まれた手紙の話 Нусумарэта тэгами-но ханаси) - «Идиотка» (яп. 白痴 Хакути) - «Двадцать один» (яп. 二十一 Нидзю:ити) |
| 9  | 05.1947                                         | Куда?                                           | いづこへ Идзуко э                                         | Синко: (яп. 真光社 Синко:ся)                                                        | В сборник вошли 9 рассказов, включая «Мысли о камне» (яп. 石の思ひ Иси-но омохи) |
| 10 | 06.1947                                         | Упадок                                          | 堕落論 Даракурон                                          | Гиндза (яп. 銀座出版社 Гиндза сюппонся)                                             | В сборник вошли: - «Личный взгляд на культуру Японии» (яп. 日本文化私観 Нихон бунка сикан) - «Теория юности» (яп. 青春論 Сэйсюнрон) - «Упадок» (яп. 堕落論 Даракурон) - «Упадок (продолжение)» (яп. 続堕落論 Дзокударакурон) - «Декадентская литература» (яп. デカダン文学論 Дэкадан бунгакурон) - «Литературная теория драматургии» (яп. 戯作者文学論 Гэсакуся бунгакурон) - «О фарсе» (яп. FARCEに就て Farce ни цутэ), «Происхождение литературы»\|文学のふるさと\|Бунгаку-но фурусато}} - «Гакудо: сё:рон» (яп. 萼堂小論 Гакудо: сё:рон) - «Литературная критика» (яп. 文芸時評 Бунгэй дзихё:) - «Критика традиций и обычаев» (яп. 風俗時評 Фу:дзоку дзихё:) - «О смерти Нагасима» (яп. 長島の死に就て Нагасима-но си ни цутэ) |
| 11 | 07.1947                                         | Сказание о снежной буре                         | 吹雪物語 Фубуки моногатари                                | Синтаи (яп. 新体社 Синтаися)                                                        | Пересмотренное издание. |
| 12 | 07.1947                                         | Рискуя жизнью                                   | イノチガケ Инотигакэ                                      | Сюнъё:до (яп. 春陽 Сюнъё:до)                                                        | В сборник вошли: - «Деревня Куротани» (яп. 黒谷村 Куротани мура) - «Дом в бамбуковых зарослях»(яп. 竹薮の家 (яп. Такэябу-но иэ) - «Дух деревьев, дух ветра» (яп. 木々の精、風の精 Киги-но сэй, кадзэ-но сэй) - «Рискуя жизнью» (яп. イノチガケ Инотигакэ) - «Фудзинроку» (яп. 風人録 Фудзинроку) - «Намико» (яп. 波子 Намико) |
| 13 | 10.1947                                         | Докё                                            | 道鏡 ''До:кё:''                                           | Якумо (яп. 八雲書店 Якумо сётэн)                                                    | В сборник вошли: - «Из промозглой осенней Сакагура» (яп. 木枯しの酒倉から Когараси-но сакагура кара) - «Увядание доктора Нидзи» (яп. 霓博士の廃頽 Нидзи хакасэ-но наитаи) - «Необъятные мечты» (яп. 蒼茫夢 Со:бо: юмэ) - «О тайне поэтических элементов» (яп. 金談にからまる詩的要素の神秘性に就いて Киндан ни карамару ситэки ё:со-но синписэй ни цуитэ) - «Омина» (яп. をみな Омина) - «История из земли» (яп. 土の中からの話 Цути-но нака кара-но ханаси) |
| 14 | 11.1947                                         | О желании                                       | 欲望について Ёкубо: ни цуитэ                              | Хакуто: (яп. 白桃書房 Хакуто: сёбо:)                                                | В сборник вошли 20 рассказов, включая «Восстание в Осака» (яп. 大阪の反逆 О:сака-но хангяку) |
| 15 | 12.1947                                         | Шинель и голубое небо                           | 外套と青空 Гаито: то аодзора                              | «Горизонт» (яп. 地平社 Тихэйся)                                                     | Включает также «Доктор Ветер» (яп. 風博士 Кадзэ хакасэ) и «Монах Дзэн» (яп. 禅僧 Дзэнсо:) |
| 16 | 12.1947                                         | Женщина, которая стирает одежду голубого демона | 青鬼の褌を洗う女 Ао они-но фундоси о арау онна            | Яманэ (яп. 山根書店 Яманэ сётэн)                                                    | В сборник вошли 4 рассказа, включая «Япония в руинах» (яп. 散る日本 Тиру Нихон) |
| 17 | 01.1948                                         | Человек второго сорта                           | 二流の人 Нирю:-но хито                                    | Сисаку (яп. 思索社 Сисакуся)                                                        | Пересмотренное издание |
| 18 | 01.1948                                         | Доктор Ветер                                    | 風博士 Кадзэ хакасэ                                       | Санга (яп. 山河書院 Сангасёин)                                                      | В сборник вошли: - «Из промозглой осенней Сакагура» (яп. 木枯しの酒倉から Когараси-но сакагура кара) - «Доктор Ветер» (яп. 風博士 Кадзэ хакасэ) - «Хансан» (яп. 閑山 Хансан) - «Учебные заметки» (яп. 勉強記 Бэнкё:ки) - «История об украденном письме» (яп. 盗まれた手紙の話 Нусумарэта тэгами-но ханаси) - «История из земли» (яп. 土の中からの話 Цути-но нака кара-но ханаси) - «Под сенью цветущей сакуры» (яп. 桜の森の満開の下 Сакура-но мори-но манкаи-но сита) |
| 19 | 02.1948                                         | Бессердечность денег                            | 金銭無情 Кинсэн мудзё:                                    | Бунгэйсюндзю: (яп. 文藝春秋新社 Бунгэйсюндзю: синся)                                | В сборник вошли: - «Бессердечность денег» (яп. 金銭無情 Кинсэн мудзё:) - «История священника» (яп. 出家物語 Сюккэ моногатари) |
| 20 | 02.1948                                         | Сказание о снежной буре                         | 吹雪物語 Фубуки моногатари                                | Яманэ (яп. 山根書店 Яманэ сётэн)                                                    | Пересмотренное издание. |
| 21 | 04.1948                                         | Литература основателя                           | 教祖の文学 Кё:со бунгаку                                  | Кусано (яп. 草野書房 Кусано сёбо:)                                                  | |
| 22 | 10.1948                                         | Ветер, свет и двадцатилетний я                  | 風と光と二十の私と Кадзэ то хикари то хатати-но ватаси то | Нихон сёрин (яп. 日本書林 Нихон сёрин)                                              | В сборник также вошли: - «Деревня Куротани» (яп. 黒谷村 Куротани мура) - «Уединённая беседа» (яп. 孤独閑談 Кодоку кандан) - «Древний город» (яп. 古都 Кото) |
| 23 | 11.1948                                         | Дом в бамбуковых зарослях                       | 竹薮の家 Такэябу-но иэ                                    | Бунгэйсюндзю: (яп. 文藝春秋新 Бунгэйсюндзю: синся)                                  | |
| 24 | 12.1948                                         | Смотрящая женщина                               | ジロリの女 Дзирори-но онна                                | Акита (яп. 秋田書店 Акита сётэн)                                                    | В сборник вошли 5 рассказов, включая «Лысую историю» (яп. 無毛談 Мумо:дан) |
| 25 | 12.1948                                         | Дело о несерийном убийстве                      | 不連続殺人事件 Фурэндзоку сацудзин дзикэн                 | Вечерняя звезда (яп. イブニングスター社 Ибунингусута: ся)                           | Вторая премия Клуба писателей детективов. |
| 26 | 01.1949                                         | Беспутные мальчишки и Христос                   | 不良少年とキリスト Фурё:сё:нэн то Кирисуто                | Синтё: (яп. 新潮社 Синтё:ся)                                                        | Содержит 11 эссе, в том числе «Теорию войны» (яп. 戦争論 Сэнсо:рон) |
| 27 | 09.1949                                         | Дело о несерийном убийстве                      | 不連続殺人事件 Фурэндзоку сацудзин дзикэн                 | Иватани (яп. 岩谷書店 Иватани сётэн)                                                | |
| 28 | 12.1949                                         | Упадок                                          | 堕落論 Даракурон                                          | Гиндза (яп. 銀座出版社 Гиндза сюппонся)                                             | Пересмотренное издание. |
| 29 | 01.1950                                         | Игрок                                           | 勝負師 Сё:буси                                            | Сакухин (яп. 作品社 Сакухин ся)                                                     | В сборник вошли: - «Записки о душевной болезни» (яп. 精神病覚書き Сэйсинбё: обоэгаки) - «Луна и солнце» (яп. 日月様 Дзицугэцу-сама) - «Игрок» (яп. 勝負師 Сё:буси) - «Плывущий по течению» (яп. 行雲流水 Ко:унрю:суи) - «Моя духовная среда» (яп. わが精神の周囲 Вага сэйсин-но сю:и) - «Записки маленькой козы» (яп. 小さな山羊の記録 Тиисаина яги-но кироку) - «Идеология регресса» (яп. 退歩主義者 Таихо сюгися) |
| 30 | 05.1950                                         | Огонь, часть I                                  | 火 第一部 Хи даиитибу                                     | Даи Ниппон Ю:бэнкаи Ко:данся (яп. 大日本雄弁会講談社 Даи ниппон ю: бэнкаи ко:данся) | |
| 31 | 09.1950                                         | О современном ниндзюцу                          | 現代忍術伝 Гэндаи ниндзюцудэн                             | Даи Ниппон Ю:бэнкаи Ко:данся (яп. 大日本雄弁会講談社 Даи ниппон ю:бэнкаи ко:данся)  | |
| 32 | 12.1950                                         | История Анго                                    | 安吾巷談 Анго ко:дан                                      | Бунгэйсюндзю: (яп. 文藝春秋新社 Бунгэ:юндзю: синся)                                 | Премия читателей издательства |
| 33 | 12.1950                                         | Родной город                                    | 街はふるさと Мати ва фурусато                             | Синтё: (яп. 新潮社 Синтё:ся)                                                        | |
| 34 | Том 1 — 04.1953 Том 2 — 05.1953 Том 3 — 01.1954 | Детективная история Анго эпохи Мэйдзи           | 明治開化 安吾捕物帖 Мэидзибиракика Анго торимонотё:       | Нихон сюппан (яп. 日本出版協同 Нихон сюппан кё:до:)                                 | |
| 35 | 05.1953                                         | Нобунага                                        | 信長 Нобунага                                             | Тикума (яп. 筑摩書房 Сёбо:)                                                         | |
| 36 | 12.1953                                         | Дева долгих ночей и мужчина-ухо                 | Ёнагахимэ то мимиотоко                                    | Даи Ниппон Ю:бэнкаи Ко:данся (яп. 大日本雄弁会講談社 Даи ниппон ю:бэнкаи ко:данся)  | В сборник вошли 7 рассказов, включая: - «Дева долгих ночей и мужчина-ухо» (яп. 夜長姫と耳男 Ёнагахимэ то мимиотоко) - «Главарь» (яп. 梟雄 Кё:ю:) - «Павильон водоплавающих птиц» (яп. 水鳥亭 Мидзуторитэй) |
| 37 | 03.1955                                         | Предсмертная записка сумасшедшего               | 狂人遺書 Кё:дзин исё                                      | Тю:о:ко:рон (яп. 中央公論社 Тю:о:ко:рон ся)                                         | |
| 38 | 03.1955                                         | Император Хокуро                                | 保久呂天皇 Хокуро тэнно:                                  | Даи Ниппон Ю:бэнкаи Ко:данся (яп. 大日本雄弁会講談社 Даи ниппон ю:бэнкаи ко:данся)  | |
| 39 | 04.1955                                         | Завтра выглянет солнце                          | 明日は天気になれАсита ва тэнки ни нарэ                    | Икэда (яп. 池田書店 Икэда сётэн)                                                    | |
| 40 | 05.1955                                         | Мой взгляд на жизнь                             | わが人生観 Вага дзинсэйкан                                | Тикума (яп. 筑摩書房 Тикума сёбо:)                                                  | |
| 41 | 05.1955                                         | Дело об убийстве питчера                        | 投手殺人事件 То: сю сацудзиндзикэн                        | Восточное (яп. 東方社 То:хо: ся)                                                    | |
| 42 | 05.1955                                         | Записки о душевной болезни                      | 精神病覚書 Сэйсинбё: обоэгаки                             | Дэвид (яп. ダヴィッド社 Дабиддо ся)                                                 | |
| 43 | 06.1955                                         | Путеводитель по жизни                           | Дзинсэйаннаи                                              | Сюмпо (яп. 春歩堂 Сюмподо:)                                                         | |
| 44 | 07.1955                                         | История Анго                                    | 安吾史譚 Анго ситан                                       | Сюмпо (яп. 春歩堂 Сюмподо:)                                                         | |

## Переводы на русский язык
- Сакагути Анго «Упадок» в переводе А. Г. Фесюна. Перевод выполнен по изданию: 坂口安吾.「堕落論」(東京: ≪新潮社≫, 2000), сс. 74-86.
- Сакагути Анго «Упадок (продолжение)» в переводе А. Г. Фесюна. Перевод выполнен по изданию: 坂口安吾.「堕落論」(東京: ≪新潮社≫, 2000), сс. 89-101.
- Гудбай. Рассказы (сборник) . — Icebook, 2021. — 336 с. — ISBN 978-5-9908944-4-0. Включает такие работы Анго, как «Шифр», «Под сенью цветущей сакуры», «Идиотка», «Беспутные мальчишки и Христос» (с. 22 — 173).
- Женщина из дома с олеандрами (сборник) . — Icebook, 2019. — 208 с. — ISBN 978-5-9908944-2-6. Включает рассказ Анго «Жемчужины» в переводе Анны Слащевой (с. 112—127).